# Церковь Успения Пресвятой Богородицы (Курган)
Церковь Успения Пресвятой Богородицы (Успенский храм) — православный храм в хуторе Курган, Азовский район, Ростовская область, Россия. Относится к Ростовской и Новочеркасской епархии Московского патриархата. Освящен в честь праздника, отмечаемого православной и католической церквями, и посвящённый воспоминанию смерти (успения) Божией Матери.

## История

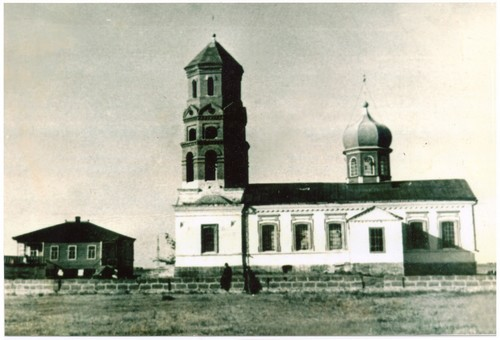
Церковь до революции

Первое упоминание о церкви в честь Успения Пресвятой Богородицы относится к 1909 году, тогда же и было совершено освящение храма. После прихода советской власти храм не был закрыт и разрушен, и в нём продолжались богослужения. Выстоял он и в годы Второй мировой войны и активно функционировал вплоть до 50-х годов XX века. В 1960 году, когда при Хрущёве возобновились гонения на церковь, храм был закрыт. Но здание церкви пустовало недолго, его приспособили под нужды «Рыбколхоза им. Ленина». После закрытия клуба здание церкви было переоборудовано под склад.
На момент передачи здания храма Русской православной церкви оно находилось в ужасном состоянии. С 2014 года в нём ведутся реставрационные работы. Сейчас при церкви функционирует воскресная школа.